# Primeiro Consistório Ordinário Público de 1841

## Cardeais
| Nº                 | País               | Nome                            | Idade              | Cargo              | Título ou Diaconia                                        |
| Cardeais eleitores | Cardeais eleitores | Cardeais eleitores              | Cardeais eleitores | Cardeais eleitores | Cardeais eleitores                                        |
| ------------------ | ------------------ | ------------------------------- | ------------------ | ------------------ | --------------------------------------------------------- |
| 1                  | França             | Louis Jacques Maurice de Bonald | 53                 | Arcebispo de Lyon  | Cardeal-presbítero de Santíssima Trindade no Monte Pincio |